# Salix doniana
Salix doniana är en videväxtart som beskrevs av James Edward Smith. Salix doniana ingår i släktet viden, och familjen videväxter. Inga underarter finns listade i Catalogue of Life.